# Leiomitrium scaberrimum
Leiomitrium scaberrimum là một loài rêu trong họ Orthotrichaceae. Loài này được (Broth.) Wijk & Margad. mô tả khoa học đầu tiên năm 1959.